# Temporada 2015 del Campeonato del Mundo de Moto2
La temporada 2015 del campeonato del mundo de Moto2 fue parte de la 67.ª edición del Campeonato del Mundo de Motociclismo.

## Calendario
El calendario está formado por un total de 18 carreras, disputadas en 13 países distintos. Lista publicada por la Federación Internacional de Motociclismo.
| Ronda | Fecha            | Gran Premio                                         | Circuito                                              |
| ----- | ---------------- | --------------------------------------------------- | ----------------------------------------------------- |
| 1     | 29 de marzo      | Commercial Bank Grand Prix of Catar                 | Circuito Internacional de Losail, Doha                |
| 2     | 12 de abril      | Red Bull Grand Prix of the Americas                 | Circuito de las Américas, Austin                      |
| 3     | 19 de abril      | Gran Premio Red Bull de la República Argentina      | Autódromo Termas de Río Hondo, Santiago del Estero    |
| 4     | 3 de mayo        | Gran Premio bwin de España                          | Circuito de Jerez, Jerez de la Frontera               |
| 5     | 17 de mayo       | Grand Prix de France                                | Le Mans Bugatti, Maine                                |
| 6     | 31 de mayo       | Gran Premio d'Italia                                | Circuito de Mugello, Mugello                          |
| 7     | 14 de junio      | Gran Premi de Catalunya                             | Circuito de Barcelona-Cataluña, Montmeló              |
| 8     | 27 de junio      | TT Assen                                            | Circuito de Assen, Assen                              |
| 9     | 12 de julio      | Motorrad Grand Prix Deutschland                     | Sachsenring, Hohenstein-Ernstthal                     |
| 10    | 9 de agosto      | Indianapolis Grand Prix                             | Indianapolis Motor Speedway, Indianapolis             |
| 11    | 16 de agosto     | Grand Prix České republiky                          | Autódromo de Brno, Brno                               |
| 12    | 30 de agosto     | British Grand Prix                                  | Circuito de Silverstone, Silverstone                  |
| 13    | 13 de septiembre | Gran Premio di San Marino e della Riviera di Rimini | Circuito de Misano Marco Simoncelli, Misano Adriatico |
| 14    | 27 de septiembre | Gran Premio de Aragón                               | Motorland Aragón, Alcañiz                             |
| 15    | 11 de octubre    | Grand Prix of Japan                                 | Twin Ring Motegi, Motegi                              |
| 16    | 18 de octubre    | Australian Grand Prix                               | Circuito de Phillip Island, Phillip Island            |
| 17    | 25 de octubre    | Malaysian Motorcycle Grand Prix                     | Circuito Internacional de Sepang, Selangor            |
| 18    | 8 de noviembre   | Gran Premio de la Comunitat Valenciana              | Circuito Ricardo Tormo, Valencia                      |

### Cambios en el calendario
En septiembre de 2014 se anunciaba que el Gran Premio de Gran Bretaña de Motociclismo volvería a Donington Park por primera vez desde 2009, antes de trasladarse al nuevo Circuito de Gales en 2016. Finalmente, en febrero de 2015, se informaba que, debido a retrasos en los pagos, Donington Park caía del calendario . Ese mismo día se hizo oficial que el circuito de Silverstone volvería a ser el encargado de albergar el Gran Premio de Gran Bretaña durante las temporadas 2015 y 2016.

## Equipos y pilotos
La Federación Internacional de Motociclismo hizo pública una primera lista provisional el 23 de octubre de 2014 donde se anunciaba el nombre los pilotos y equipos que conformaría la parrilla de MotoGP para la temporada 2015. Una lista de entrada actualizada estuvo liberada el 2 de febrero de 2015.
| Equipo                                                      | Constructor   | Moto               | N.º | Piloto              | Rondas      |
| ----------------------------------------------------------- | ------------- | ------------------ | --- | ------------------- | ----------- |
| EG 0,0 Marc VDS                                             | Kalex         | Kalex Moto2 2015   | 1   | Tito Rabat          | 1–18        |
| EG 0,0 Marc VDS                                             | Kalex         | Kalex Moto2 2015   | 73  | Álex Márquez        | 1–18        |
| Sports-Millions-Emwe-SAG APH PTT The Pizza SAG              | Kalex         | Kalex Moto2 2015   | 2   | Jesko Raffin        | 1–18        |
| Sports-Millions-Emwe-SAG APH PTT The Pizza SAG              | Kalex         | Kalex Moto2 2015   | 10  | Thitipong Warokorn  | 1–18        |
| Athinà Forward Racing Forward Racing                        | Kalex         | Kalex Moto2 2014   | 3   | Simone Corsi        | 1–9, 11–18  |
| Athinà Forward Racing Forward Racing                        | Kalex         | Kalex Moto2 2014   | 7   | Lorenzo Baldassarri | 1–9, 11–18  |
| JiR Moto2                                                   | Kalex         | Kalex Moto2 2014   | 4   | Randy Krummenacher  | 1–18        |
| Ajo Motorsport                                              | Kalex         | Kalex Moto2 2014   | 5   | Johann Zarco        | 1–18        |
| Páginas Amarillas HP 40 Pons Racing Junior Team             | Kalex         | Kalex Moto2 2015   | 9   | Luca Marini         | 13          |
| Páginas Amarillas HP 40 Pons Racing Junior Team             | Kalex         | Kalex Moto2 2015   | 39  | Luis Salom          | 1–18        |
| Páginas Amarillas HP 40 Pons Racing Junior Team             | Kalex         | Kalex Moto2 2015   | 40  | Álex Rins           | 1–18        |
| Páginas Amarillas HP 40 Pons Racing Junior Team             | Kalex         | Kalex Moto2 2015   | 57  | Edgar Pons          | 4, 7, 11    |
| Dynavolt Intact GP                                          | Kalex         | Kalex Moto2 2015   | 11  | Sandro Cortese      | 1–18        |
| Derendinger Racing Interwetten Technomag Racing Interwetten | Kalex         | Kalex Moto2 2014   | 12  | Thomas Lüthi        | 1–18        |
| Derendinger Racing Interwetten Technomag Racing Interwetten | Kalex         | Kalex Moto2 2014   | 16  | Joshua Hook         | 15–18       |
| Derendinger Racing Interwetten Technomag Racing Interwetten | Kalex         | Kalex Moto2 2014   | 70  | Robin Mulhauser     | 1–18        |
| Derendinger Racing Interwetten Technomag Racing Interwetten | Kalex         | Kalex Moto2 2014   | 77  | Dominique Aegerter  | 1–14        |
| Abbink GP                                                   | Speed Up      | Speed Up SF14      | 13  | Jasper Iwema        | 8           |
| JPMoto Malaysia                                             | Suter         | Suter MMX2         | 15  | Ratthapark Wilairot | 7–10        |
| JPMoto Malaysia                                             | Suter         | Suter MMX2         | 51  | Zaqhwan Zaidi       | 1–6         |
| JPMoto Malaysia                                             | Suter         | Suter MMX2         | 88  | Ricard Cardús       | 11–18       |
| Federal Oil Gresini Moto2 Gresini Racing                    | Kalex         | Kalex Moto2 2014   | 19  | Xavier Siméon       | 1–18        |
| Federal Oil Gresini Moto2 Gresini Racing                    | Kalex         | Kalex Moto2 2014   | 54  | Mattia Pasini       | 6, 13       |
| Promoto Sport                                               | TransFIORmers | TBA                | 20  | Louis Bulle         | 5           |
| Promoto Sport                                               | TransFIORmers | TBA                | 90  | Lucas Mahias        | 18          |
| Italtrans Racing Team                                       | Kalex         | Kalex Moto2 2015   | 21  | Franco Morbidelli   | 1–11, 16–18 |
| Italtrans Racing Team                                       | Kalex         | Kalex Moto2 2015   | 36  | Mika Kallio         | 1–13        |
| Italtrans Racing Team                                       | Kalex         | Kalex Moto2 2015   | 57  | Edgar Pons          | 14–18       |
| Italtrans Racing Team                                       | Kalex         | Kalex Moto2 2015   | 64  | Federico Caricasulo | 12–14       |
| Speed Up Racing                                             | Speed Up      | Speed Up SF15      | 22  | Sam Lowes           | 1–18        |
| Tech 3                                                      | Tech 3        | Tech 3 Mistral 610 | 23  | Marcel Schrötter    | 1–18        |
| Tech 3                                                      | Tech 3        | Tech 3 Mistral 610 | 88  | Ricard Cardús       | 1–9         |
| Tech 3                                                      | Tech 3        | Tech 3 Mistral 610 | 97  | Xavi Vierge         | 10–18       |
| IDEMITSU Honda Team Asia                                    | Kalex         | Kalex Moto2 2015   | 25  | Azlan Shah          | 1–18        |
| IDEMITSU Honda Team Asia                                    | Kalex         | Kalex Moto2 2015   | 30  | Takaaki Nakagami    | 1–18        |
| FAB-Racing                                                  | FTR           | TBA                | 28  | Bradley Ray         | 12          |
| Team Ciatti                                                 | Suter         | Suter MMX2         | 32  | Federico Fuligni    | 14, 18      |
| QMMF Racing Team                                            | Speed Up      | Speed Up SF15      | 36  | Mika Kallio         | 14–18       |
| QMMF Racing Team                                            | Speed Up      | Speed Up SF15      | 60  | Julián Simón        | 1–18        |
| QMMF Racing Team                                            | Speed Up      | Speed Up SF15      | 95  | Anthony West        | 1–13        |
| AGR Team                                                    | Kalex         | Kalex Moto2 2015   | 44  | Steven Odendaal     | 3           |
| AGR Team                                                    | Kalex         | Kalex Moto2 2015   | 49  | Axel Pons           | 1–2, 4–18   |
| AGR Team                                                    | Kalex         | Kalex Moto2 2015   | 94  | Jonas Folger        | 1–18        |
| Petronas Raceline Malaysia Petronas AHM Malaysia            | Kalex         | Kalex Moto2 2015   | 55  | Hafizh Syahrin      | 1–18        |
| Petronas Raceline Malaysia Petronas AHM Malaysia            | Kalex         | Kalex Moto2 2015   | 93  | Ramdan Rosli        | 7, 17       |
| Octo IodaRacing Project E-Motion IodaRacing Team            | Suter         | Suter MMX2         | 66  | Florian Alt         | 1–18        |
| NTS T.Pro Project                                           | NTS           | TBA                | 71  | Tomoyoshi Koyama    | 15          |
| Moriwaki Racing                                             | Moriwaki      | TBA                | 72  | Yuki Takahashi      | 15          |
| Tasca Racing Scuderia Moto2                                 | Tech 3        | Tech 3 Mistral 610 | 96  | Louis Rossi         | 1–18        |

| Leyenda             | Leyenda |
| ------------------- | ------- |
| Piloto regular      |         |
| Piloto invitado     |         |
| Piloto de reemplazo |         |

## Resultados y clasificación

### Grandes Premios
| Ronda | Gran Premio                            | Pole position | Vuelta rápida     | Piloto ganador | Constructor ganador |
| ----- | -------------------------------------- | ------------- | ----------------- | -------------- | ------------------- |
| 1     | Gran Premio de Catar                   | Sam Lowes     | Johann Zarco      | Jonas Folger   | Kalex               |
| 2     | Gran Premio de las Américas            | Xavier Siméon | Sam Lowes         | Sam Lowes      | Speed Up            |
| 3     | Gran Premio de Argentina               | Johann Zarco  | Jonas Folger      | Johann Zarco   | Kalex               |
| 4     | Gran Premio de España                  | Esteve Rabat  | Álex Rins         | Jonas Folger   | Kalex               |
| 5     | Gran Premio de Francia                 | Álex Rins     | Thomas Lüthi      | Thomas Lüthi   | Kalex               |
| 6     | Gran Premio de Italia                  | Sam Lowes     | Esteve Rabat      | Esteve Rabat   | Kalex               |
| 7     | Gran Premio de Cataluña                | Johann Zarco  | Álex Rins         | Johann Zarco   | Kalex               |
| 8     | TT Assen                               | Johann Zarco  | Esteve Rabat      | Johann Zarco   | Kalex               |
| 9     | Gran Premio de Alemania                | Johann Zarco  | Franco Morbidelli | Xavier Siméon  | Kalex               |
| 10    | Gran Premio de Indianápolis            | Álex Rins     | Franco Morbidelli | Álex Rins      | Kalex               |
| 11    | Gran Premio de la República Checa      | Johann Zarco  | Thomas Lüthi      | Johann Zarco   | Kalex               |
| 12    | Gran Premio de Gran Bretaña            | Sam Lowes     | Florian Alt       | Johann Zarco   | Kalex               |
| 13    | Gran Premio de San Marino              | Johann Zarco  | Jonas Folger      | Johann Zarco   | Kalex               |
| 14    | Gran Premio de Aragón                  | Esteve Rabat  | Álex Rins         | Esteve Rabat   | Kalex               |
| 15    | Gran Premio de Japón                   | Johann Zarco  | Jonas Folger      | Johann Zarco   | Kalex               |
| 16    | Gran Premio de Australia               | Álex Rins     | Álex Rins         | Álex Rins      | Kalex               |
| 17    | Gran Premio de Malasia                 | Thomas Lüthi  | Thomas Lüthi      | Johann Zarco   | Kalex               |
| 18    | Gran Premio de la Comunidad Valenciana | Esteve Rabat  | Esteve Rabat      | Esteve Rabat   | Kalex               |

### Clasificación de pilotos
Sistema de puntuación
Los puntos se reparten entre los quince primeros clasificados en acabar la carrera. 
Sistema de puntuación de 1993 hasta 2022:
| Posición | 1.º | 2.º | 3.º | 4.º | 5.º | 6.º | 7.º | 8.º | 9.º | 10.º | 11.º | 12.º | 13.º | 14.º | 15.º |
| Puntos   | 25  | 20  | 16  | 13  | 11  | 10  | 9   | 8   | 7   | 6    | 5    | 4    | 3    | 2    | 1    |

| Pos | Piloto              | Moto          | QAT | AME | ARG | ESP | FRA | ITA | CAT | NED | GER | IND | CZE | GBR | RSM | ARA | JPN | AUS | MAL | VAL | Pts |
| --- | ------------------- | ------------- | --- | --- | --- | --- | --- | --- | --- | --- | --- | --- | --- | --- | --- | --- | --- | --- | --- | --- | --- |
| 1   | Johann Zarco        | Kalex         | 8   | 2   | 1   | 2   | 3   | 2   | 1   | 1   | 2   | 2   | 1   | 1   | 1   | 6   | 1   | 7   | 1   | 7   | 352 |
| 2   | Álex Rins           | Kalex         | 4   | 3   | 2   | 18  | 17  | 11  | 2   | 4   | 3   | 1   | 3   | 2   | DSQ | 2   | 11  | 1   | Ret | 2   | 234 |
| 3   | Esteve Rabat        | Kalex         | Ret | 4   | 12  | 3   | 2   | 1   | 3   | 2   | Ret | 5   | 2   | 3   | 2   | 1   | DNS | DNS |     | 1   | 231 |
| 4   | Sam Lowes           | Speed Up      | Ret | 1   | 3   | 20  | 4   | 4   | 4   | 3   | 5   | Ret | 5   | 6   | Ret | 3   | 8   | 2   | 13  | 5   | 186 |
| 5   | Thomas Lüthi        | Kalex         | 3   | 12  | 6   | 4   | 1   | Ret | 6   | 5   | 6   | 6   | 7   | 9   | 10  | 5   | Ret | 15  | 2   | 3   | 179 |
| 6   | Jonas Folger        | Kalex         | 1   | 16  | 9   | 1   | Ret | Ret | 7   | 7   | 14  | 12  | 6   | 5   | 6   | 4   | 2   | Ret | 3   | 14  | 163 |
| 7   | Xavier Siméon       | Kalex         | 2   | Ret | 22  | 5   | 8   | 6   | Ret | 6   | 1   | 8   | 16  | 25  | 12  | Ret | Ret | 5   | 10  | 16  | 113 |
| 8   | Takaaki Nakagami    | Kalex         | 14  | 10  | 20  | 17  | 7   | 13  | 20  | 13  | 7   | 9   | 12  | 14  | 3   | 8   | 22  | 4   | 4   | 11  | 100 |
| 9   | Lorenzo Baldassarri | Kalex         | 10  | 26  | 8   | 13  | 21  | 10  | 10  | Ret | 8   |     | Ret | Ret | 7   | 10  | 12  | 3   | 5   | 4   | 96  |
| 10  | Franco Morbidelli   | Kalex         | 5   | 5   | 5   | 6   | 5   | Ret | 8   | 19  | Ret | 3   | 10  |     |     |     |     | 11  | 15  | Ret | 90  |
| 11  | Sandro Cortese      | Kalex         | 7   | 14  | 7   | Ret | 14  | 8   | Ret | 17  | 11  | Ret | 8   | 8   | 8   | 13  | 3   | Ret | 7   | 13  | 90  |
| 12  | Simone Corsi        | Kalex         | Ret | 11  | Ret | 8   | 18  | Ret | 13  | 10  | 4   |     | 11  | Ret | 4   | 9   | 7   | 13  | 9   | 9   | 86  |
| 13  | Luis Salom          | Kalex         | Ret | 27  | 11  | 7   | Ret | 5   | 5   | DNS | 17  | 16  | 9   | 17  | 9   | Ret | Ret | 6   | 6   | 6   | 80  |
| 14  | Álex Márquez        | Kalex         | 11  | 15  | 15  | 9   | Ret | 12  | 11  | 9   | 18  | 10  | 4   | 4   | Ret | Ret | 18  | 9   | Ret | 12  | 73  |
| 15  | Mika Kallio         | Kalex         | 6   | 8   | 4   | Ret | Ret | Ret | 12  | 8   | 12  | Ret | 15  | 20  | Ret |     |     |     |     |     | 72  |
| 15  | Mika Kallio         | Speed Up      |     |     |     |     |     |     |     |     |     |     |     |     |     | 11  | 15  | 8   | 12  | 10  | 72  |
| 16  | Hafizh Syahrin      | Kalex         | 12  | 6   | 10  | 12  | 9   | Ret | 14  | 15  | 16  | Ret | 14  | 16  | 18  | 7   | 5   | 16  | 8   | Ret | 64  |
| 17  | Dominique Aegerter  | Kalex         | 15  | 18  | 13  | 16  | 10  | 3   | 9   | 12  | 10  | 4   | 13  | 13  | 24  | Ret |     |     |     | WD  | 62  |
| 18  | Julián Simón        | Speed Up      | 13  | 9   | 26  | 11  | 6   | 7   | 15  | 11  | 9   | Ret | 18  | 18  | 5   | Ret | 16  | 18  | 25  | 18  | 58  |
| 19  | Axel Pons           | Kalex         | Ret | DNS |     | Ret | 15  | 9   | Ret | 22  | 15  | 7   | 17  | 15  | 11  | 12  | Ret | 24  | 11  | 8   | 41  |
| 20  | Marcel Schrötter    | Tech 3        | 16  | 13  | 16  | 10  | 13  | 16  | 16  | 18  | Ret | 14  | 19  | 11  | 17  | 15  | 9   | 12  | Ret | 15  | 32  |
| 21  | Randy Krummenacher  | Kalex         | 17  | 21  | 21  | 14  | 12  | 14  | 18  | 14  | 13  | Ret | 20  | 12  | 14  | 17  | 10  | 10  | 17  | 21  | 31  |
| 22  | Anthony West        | Speed Up      | Ret | 7   | 14  | 15  | 11  | 19  | 22  | Ret | Ret | 13  | 21  | 7   | 15  |     |     |     |     |     | 30  |
| 23  | Azlan Shah          | Kalex         | 18  | 19  | 17  | 21  | 19  | 15  | 19  | 16  | Ret | 11  | 23  | 19  | 13  | 14  | 4   | 21  | 16  | DNS | 24  |
| 24  | Ricard Cardús       | Tech 3        | Ret | 17  | 18  | Ret | 16  | 17  | Ret | Ret | 19  |     |     |     |     |     |     |     |     |     | 20  |
| 24  | Ricard Cardús       | Suter         |     |     |     |     |     |     |     |     |     |     | 24  | 10  | Ret | 18  | 6   | 14  | 14  | 19  | 20  |
| 25  | Louis Rossi         | Tech 3        | 9   | 22  | Ret | DNS | Ret | 20  | 23  | Ret | Ret | Ret | Ret | 27  | 19  | 23  | 20  | 23  | 18  | DNS | 7   |
| 26  | Tomoyoshi Koyama    | NTS           |     |     |     |     |     |     |     |     |     |     |     |     |     |     | 13  |     |     |     | 3   |
| 27  | Yuki Takahashi      | Moriwaki      |     |     |     |     |     |     |     |     |     |     |     |     |     |     | 14  |     |     |     | 2   |
| 28  | Robin Mulhauser     | Kalex         | 20  | 20  | 23  | 23  | 20  | 22  | Ret | 20  | 20  | 15  | Ret | 23  | Ret | 19  | 23  | Ret | 19  | 22  | 1   |
|     | Xavi Vierge         | Tech 3        |     |     |     |     |     |     |     |     |     | Ret | Ret | 22  | 23  | 16  | Ret | 19  | 22  | 17  | 0   |
|     | Mattia Pasini       | Kalex         |     |     |     |     |     | 18  |     |     |     |     |     |     | 16  |     |     |     |     |     | 0   |
|     | Jesko Raffin        | Kalex         | 22  | 24  | 28  | 25  | 24  | 23  | 24  | 21  | 21  | 17  | 26  | 21  | Ret | 20  | 17  | 17  | 21  | 24  | 0   |
|     | Edgar Pons          | Kalex         |     |     |     | 19  |     |     | 17  |     |     |     | 22  |     |     | Ret | 19  | 22  | 20  | Ret | 0   |
|     | Thitipong Warokorn  | Kalex         | 19  | 23  | 24  | 22  | 22  | 21  | 25  | 23  | 22  | 18  | 25  | Ret | 20  | 22  | Ret | 25  | 27  | 23  | 0   |
|     | Florian Alt         | Suter         | 21  | 25  | 25  | 24  | 23  | 24  | 21  | Ret | DNS | 19  | Ret | 24  | 22  | 21  | 21  | Ret | 26  | 20  | 0   |
|     | Steven Odendaal     | Kalex         |     |     | 19  |     |     |     |     |     |     |     |     |     |     |     |     |     |     |     | 0   |
|     | Joshua Hook         | Kalex         |     |     |     |     |     |     |     |     |     |     |     |     |     |     | Ret | 20  | 23  | 26  | 0   |
|     | Luca Marini         | Kalex         |     |     |     |     |     |     |     |     |     |     |     |     | 21  |     |     |     |     |     | 0   |
|     | Ratthapark Wilairot | Suter         |     |     |     |     |     |     | Ret | 24  | 23  | Ret |     |     |     |     |     |     |     |     | 0   |
|     | Zaqhwan Zaidi       | Suter         | 23  | Ret | 27  | 26  | 25  | Ret |     |     |     |     |     |     |     |     |     |     |     |     | 0   |
|     | Ramdan Rosli        | Kalex         |     |     |     |     |     |     | 26  |     |     |     |     |     |     |     |     |     | 24  |     | 0   |
|     | Federico Fuligni    | Suter         |     |     |     |     |     |     |     |     |     |     |     |     |     | Ret |     |     |     | 25  | 0   |
|     | Jasper Iwema        | Speed Up      |     |     |     |     |     |     |     | 25  |     |     |     |     |     |     |     |     |     |     | 0   |
|     | Federico Caricasulo | Kalex         |     |     |     |     |     |     |     |     |     |     |     | 26  | Ret | DNS |     |     |     |     | 0   |
|     | Louis Bulle         | TransFIORmers |     |     |     |     | 26  |     |     |     |     |     |     |     |     |     |     |     |     |     | 0   |
|     | Lucas Mahias        | TransFIORmers |     |     |     |     |     |     |     |     |     |     |     |     |     |     |     |     |     | Ret | 0   |
|     | Bradley Ray         | FTR           |     |     |     |     |     |     |     |     |     |     |     | Ret |     |     |     |     |     |     | 0   |
| Pos | Piloto              | Moto          | QAT | AME | ARG | ESP | FRA | ITA | CAT | NED | GER | IND | CZE | GBR | RSM | ARA | JPN | AUS | MAL | VAL | Pts |

| Color     | Resultado                                                               |
| --------- | ----------------------------------------------------------------------- |
| Oro       | Ganador                                                                 |
| Plata     | 2.ª plaza                                                               |
| Bronce    | 3.ª plaza                                                               |
| Verde     | Finalizó en los puntos                                                  |
| Azul      | Finalizó sin puntos                                                     |
| Azul      | NC - No clasificado                                                     |
| Violeta   | Ret - No terminó (Carrera)                                              |
| Rojo      | DNQ - No se clasificó                                                   |
| Negro     | DSQ - Descalificado                                                     |
| Blanco    | DNS - No empezó (carrera)                                               |
| Blanco    | WD - Retirado (fin de semana)                                           |
| Blanco    | C - Carrera cancelada                                                   |
| Sin color | DNP - Inscrito pero no participó                                        |
| Sin color | INJ - Lesionado                                                         |
| Sin color | EX - Excluido                                                           |
| Estado    | Resultado                                                               |
| Negrita   | Pole position                                                           |
| Cursiva   | Vuelta rápida                                                           |
| †         | Abandona, pero clasifica al completar el porcentaje requerido para ello |

### Clasificación constructores
| Pos | Constructor   | QAT | AME | ARG | ESP | FRA | ITA | CAT | NED | GER | IND | CZE | GBR | RSM | ARA | JPN | AUS | MAL | VAL | Pts |
| --- | ------------- | --- | --- | --- | --- | --- | --- | --- | --- | --- | --- | --- | --- | --- | --- | --- | --- | --- | --- | --- |
| 1   | Kalex         | 1   | 2   | 1   | 1   | 1   | 1   | 1   | 1   | 1   | 1   | 1   | 1   | 1   | 1   | 1   | 1   | 1   | 1   | 445 |
| 2   | Speed Up      | 13  | 1   | 3   | 11  | 4   | 4   | 4   | 3   | 5   | 13  | 5   | 6   | 5   | 3   | 8   | 2   | 12  | 5   | 209 |
| 3   | Tech 3        | 9   | 13  | 16  | 10  | 13  | 16  | 16  | 18  | 19  | 14  | 19  | 11  | 17  | 15  | 9   | 12  | 18  | 15  | 39  |
| 4   | Suter         | 21  | 25  | 25  | 24  | 23  | 24  | 21  | 24  | 23  | 19  | 24  | 10  | 22  | 18  | 6   | 14  | 14  | 19  | 20  |
| 5   | NTS           |     |     |     |     |     |     |     |     |     |     |     |     |     |     | 13  |     |     |     | 3   |
| 6   | Moriwaki      |     |     |     |     |     |     |     |     |     |     |     |     |     |     | 14  |     |     |     | 2   |
|     | TransFIORmers |     |     |     |     | 26  |     |     |     |     |     |     |     |     |     |     |     |     | Ret | 0   |
|     | FTR           |     |     |     |     |     |     |     |     |     |     |     | Ret |     |     |     |     |     |     | 0   |
| Pos | Constructor   | QAT | AME | ARG | ESP | FRA | ITA | CAT | NED | GER | IND | CZE | GBR | RSM | ARA | JPN | AUS | MAL | VAL | Pts |